# Iñapari
Iñapari é uma localidade peruana da província de Tahuamanu, na regiao de Madre de Dios. Está localizada na tríplice fronteira formada, além do Peru, por Brasil (Assis Brasil, Acre) e Bolívia (Bolpebra, Pando). Separada do território brasileiro pelo rio Acre, Iñapari é acessível do Brasil pela Ponte da Integração Brasil-Peru. 

Iñapari tem aproximadamente 3 500 habitantes.

Mapa da Tríplice Fronteira (Peru, Brasil e Bolívia)